# استحکام قبل از پخت
استحکام قبل‌از پخت یا استحکام جابجایی را می‌توان به عنوان استحکام یک ماده در زمانی که برای تشکیل استحکام کششی نهایی فرآوری می‌شود تعریف کرد. این استحکام معمولاً به میزان قابل توجهی کمتر‌از استحکام نهایی نهایی یک ماده است. اصطلاح استحکام قبل از پخت معمولاً هنگام بحث در‌مورد مواد غیر‌فلزی مانند چسب‌ها و الاستومرها (مانند لاستیک) به کار می‌رود. به‌تازگی،در کاربردهای متالورژی مانند متالورژی‌پودر نیز به‌آن‌ اشاره شده است.

## چسب‌ها
اتصال ساخته‌شده از‌طریق استفاده از چسب را می‌توان به عنوان اتصال یا باند چسب نامید.

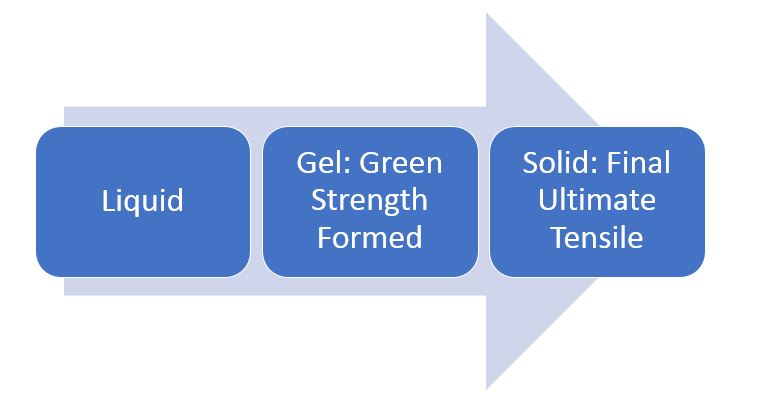
مراحل اپوکسی

استحکام قبل‌از پخت چسب‌ها، توسعه اولیه استحکام‌باند یک چسب است. این نشان می‌دهد که "پیوند چسب به اندازه‌ای قوی است که می‌توان مدت‌کوتاهی پس از جفت شدن چسب‌ها، اما بسیار قبل از درمان‌کامل، با آن کار کرد." معمولاً این استحکام به طور قابل توجهی کمتر از مقاومت نهایی پخت است. بیشتر چسب‌ها معمولاً دارای یک استحکام قبل از پخت‌اولیه و یک مقاومت‌ کششی نهایی هستند که برای کاربرد آنها ذکر شده است. برای چسب‌های خانگی، این داده‌ها معمولاً روی بسته‌بندی منعکس می‌شود. 
بهترین مثال در اپوکسی های معمولی از فروشگاه‌های سخت‌افزار محلی دیده می‌شود. در طول پخت ، اپوکسی زمانی که شروع به ژل شدن می‌کند، وارد فاز پخت‌اولیه می‌شود که به آن «فاز‌تر» نیز می‌گویند. در آن مرحله، اپوکسی دیگر قابل کار نیست و از حالت چسب‌ناک به بافتی لاستیک مانند تبدیل می‌شود. در حالی که اپوکسی در این مرحله فقط تا حدی پخته می‌شود، استحکام قبل‌از پخت کمتری ایجاد کرده است. به طور معمول، این فرآیند در عرض 30 دقیقه تا 1 ساعت رخ می‌دهد. در این زمان، قطعه مورد نظر قابل حمل است، اما نمی‌تواند بارهای بزرگ یا استرس را تحمل کند. به طور معمول تا 24 ساعت طول می‌کشد تا یک اپوکسی استاندارد به استحکام نهایی و کامل خود برسد.  
دما عامل مهمی در مدت زمانی است که یک چسب برای تشکیل استحکام قبل از پخت رنگ نیاز دارد. در حالی که این می‌تواند از چسبی به چسب دیگر متفاوت باشد، به طور کلی، گرما می تواند روند را برای تشکیل استحکام قبل از پخت و زمان کلی پخت سرعت دهد. نمودارهای زمان-دما-تغییر برای چسب‌های مختلف وجود دارد که زمان و دما را به حالت چسب در طول پخت مرتبط می‌کند. این اجازه می‌دهد تا درک درستی از زمانی که استحکام قبل از پخت برای اتصال چسب بر‌اساس شرایط خاص به دست می‌آید. 

### آزمایش کردن
از آزمایش مکانیکی می‌توان برای تأیید استحکام قبل از پخت یک ماده استفاده کرد. این به کاربر این امکان را می‌دهد که میزان باری که می تواند در فاز تر قبل از درمان نهایی اعمال شود را درک کند. 
بارگذاری کششی را می توان با روش های مختلف آزمایش تأیید کرد. مشخصات ASTM متعددی برای آزمایش کشش چسب‌ها وجود دارد که رعایت آنها نسبتاً آسان است. چنین آزمایش‌هایی شامل فرآیند چسباندن چسب به دو چسب (معمولاً چوب یا فولاد ) و سپس آزمایش اتصال با یک تست کششی است. یک مثال استفاده از روش تست ASTM D2095 است. در این آزمایش، دو انتهای میله فلزی صیقل داده می‌شوند، بنابراین هیچ سوراخی وجود ندارد که بتواند روی چسبندگی اثر بگذارد. همچنین ماشین‌کاری می شود تا سطوح کاملاً موازی باشند. سپس میله‌ها با چسب به هر کدام متصل می‌شوند. با سخت‌شدن و سفت‌شدن، انجام استحکام قبل‌از پخت را می‌توان با آزمایش کشش آزمایش کرد و پیوند را در بار کششی کامل قرار داد. 

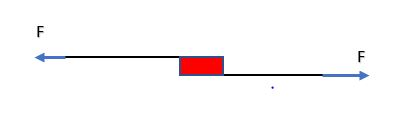
نمونه ای از اتصال برشی لبه در بار

بارگذاری برشی را می‌توان از نظر مقاومت تر نیز آزمایش کرد. بیشتر چسب‌های مورد استفاده در طراحی نیاز دارند که چسب معمولاً در حالت برشی باشد نه کششی. به همین دلیل، درک بار برشی اتصال نسبت به مقاومت سبز و استحکام نهایی آن بسیار مهم است. درست مانند بارگذاری کششی، ASTM روش‌های آزمایش بسیار خاصی را برای اتصال‌در بارگذاری برشی ارائه می‌دهد.
آزمایش نمونه برشی لبه استاندارد در ASTM D1002 توضیح داده شده است. این آزمایش تنها روش آزمایش رایج و مورد بحث برای باندهای چسب است. در این روش سطح برای هر نمونه آماده و تمیز می‌شود. سپس چسب روی ناحیه‌ای که قرار است لپه شود اعمال می شود. این طول لپ معمولاً 0.5 اینچ و عرض پیوند 1 اینچ است. سپس پیوند ثابت‌شده و اجازه داده می شود تا درمان شود. برای آزمایش استحکام قبل از پخت، فیکسچر را می توان در زمان مناسب جدا کرد و نمونه را می‌توان در برش بارگذاری کرد تا در نهایت از کار بیفتد. این استحکام قبل از پخت مواد را تأیید می کند. 
آزمایش‌های دیگر، مانند بارگذاری برش و آزمایش لایه‌برداری، می‌تواند برای تعیین استحکام قبل از پخت و استحکام نهایی یک ماده استفاده شود. اینها معمولاً در برگه اطلاعات چسب های استاندارد منعکس نمی شوند، اما می توانند برای آزمایش چسب‌ها بر اساس کاربرد آنها در محیط های مسکونی و تجاری استفاده شوند. 

## الاستومرها

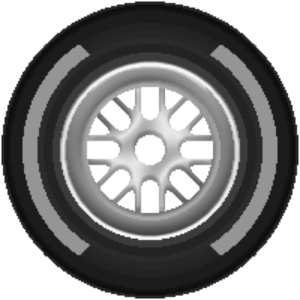
تایر لاستیکی (الاستومر)

در صنعت الاستومر، استحکام قبل از پخت قدرت یک الاستومر را در حالت ولکانیز نشده و پخته نشده توصیف می‌کند. محبوب‌ترین نوع مرجع الاستومر لاستیک است.
برای کامپوزیت‌های لاستیکی، استحکام قبل از پخت در هنگام شکل‌گیری و ساخت موادی مانند تایرهای رادیال ، مسیرهای مخزن و غیره ضروری است. این لاستیک‌ها باید در طول فرآوری از یک آسیاب به آسیاب دیگر کشیده شوند تا محصول نهایی ولکانیزه تشکیل شود. استحکام قبل از پخت امکان این انتقال را بدون پارگی یا چروک شدن قطعه کار فراهم می کند.
برای بهبود استحکام قبل از پخت الاستومرها و جلوگیری از بروز مشکلات در حین شکل‌گیری، معمولاً مواد افزودنی و ترکیبات مختلفی به کامپوزیت اضافه می‌شود. همچنین، تکنیک‌های ساخت و شکل‌دهی به منظور کاهش میزان تنش روی ماده قبل از ولکانیزه شدن اصلاح شده‌اند. این تکنیک‌ها جزء مرتبط صنعت تایرسازی هستند، زیرا فرآیندی است که به شکل‌دهی، کشش و خمش زیادی در طول ساخت قبل از کامل شدن عمل‌آوری نهایی نیاز دارد. 

## فلزات
استحکام قبل‌از پخت فلزات به طور معمول است. ارجاع شده در زمینه متالورژی پودر .
متالورژی‌پودر به تشکیل مواد‌ یا اجزا از پودرها اشاره دارد. در متالورژی پودر، استحکام قبل از پخت اولیه در هنگام فشرده سازی و شکل دهی به وجود می آید. افزایش پیچیدگی قطعات و هندسه نیاز به استحکام قبل از پخت بالاتر در طول این فرآیند را ایجاد کرده است. 
محدودیت‌های متعددی وجود دارد که توانایی افزایش استحکام قبل‌از پخت در اجزای متالورژی پودر را محدود می‌کند. ویژگی‌هایی مانند اندازه ذرات و تراکم پذیری محدودیت‌هایی در استحکام قبل از پخت نهایی ایجاد می‌کند. 
مطالعات مختلفی برای بهبود استحکام قبل از پخت متالورژی پودر انجام شده است. استفاده از روان کننده‌های پیشرفته و افزودن آلیاژهای‌بالا نشان داده است که می توان استحکام قبل از پخت این مواد را افزایش داد. 